# Friedrich Weyerhäuser
Friedrich Weyerhäuser (Nieder-Saulheim, Hesse Renano, 21 de noviembre de 1834  - Pasadena, California, 4 de abril de 1914) fue un magnate forestal estadounidense de origen alemán.
A los 18 años llegó a Estados Unidos y comenzó a trabajar en un aserradero en el estado de Illinois, el cual compró -junto a su cuñado- en 1857. Viajó constantemente para comprar pequeñas aserraderos y participar en la propiedad de otros, los cuales adquiría posteriormente en su totalidad. En 1872 fundó la "Mississippi River Boom and Logging Co", una gran confederación de aserraderos que llegó a manejar todos los establecimientos forestales del estado de Misisipi. En 1900 compró 900 mil hectáreas de bosques de los estados de Washington y Oregón (noroeste de Estados Unidos), fundando la "Weyerhaeuser Timber Co" con base en Tacoma. A lo largo de su vida, la compañía llegó a comprar casi dos millones de hectáreas de bosques. Llegó a convertirse en la octava persona más rica del mundo.